# باغی از کلمات
باغ واژگان (به انگلیسی: The Garden of Words) (به ژاپنی: 言の葉の庭 هپبورن: کوتو نو ها نو نیوا) انیمه‌ای ژاپنی در سبک درام به کارگردانی، نویسندگی و تدوینگری ماکوتو شینکای می‌باشد که در سال ۲۰۱۳ توسط توهو منتشر شد. متحرک کردن این انیمه بر عهدهٔ کومیکس ویو فیلمز بوده‌است و ستارگان آن میو ایرینو و کانا هانازاوا هستند. دایسوکه کاشیوا به جای تنمن که برای اکثر کارهای پیشین ماکوتو شینکای موسیقی ساخته، وظیفهٔ ساخت موسیقی برای این انیمه را بر عهده داشت. ترانهٔ اصلی این فیلم، «باران» نام دارد که نسخهٔ اصلی آن توسط سنری اوعه نوشته و اجرا شده‌است که موتوهیرو هاتا این ترانه را برای فیلم بازخوانی کرد. فیلم در حقیقت از مانگایی ساخته شده که تصویرگر آن میدوری موتوهاشی بوده‌است که بعدها شینکای آنرا به صورت داستان درآورد و در همان سال تبدیل به فیلمش کرد.
داستان این انیمه روی تاکائو آکیزوکی، پسری ۱۵ ساله که مشتاق به ساختن کفش است، و یوکاری یوکینو، زنی ۲۷ ساله و مرموز، تمرکز دارد که این دو نفر یکدیگر را در صبح‌های بارانی در پارک بین‌المللی شینجوکو گیوئن ملاقات می‌کنند. این اتفاق زمانی می‌افتد که تاکائو برای اینکه بتواند کفش طراحی کند به مدرسه نمی‌رود و یوکاری از رفتن به محل کار به واسطهٔ مشکلات شخصی‌ای که در زندگی خصوصی‌اش به وجود آمده، دوری می‌کند. یوکاری چیزی درباره خودش، حتی اسمش را به تاکائو نمی‌گوید، این در حالیست که تاکائو اسرارش برای او بازگو می‌کند و به واسطهٔ پیشنهاد ساختن یک جفت کفش برای یوکاری، اشتیاق و علاقهٔ شدیدش به کفش‌ها را با او به اشتراک می‌گذارد. زمانی که تاکائو از هویت یوکاری آگاه می‌شود، احساسات میان این دو نفر به سر حد خودش می‌رسد، به گونه‌ای که در می‌یابند تاکنون داشته‌اند به یکدیگر «چگونه راه رفتن» را یاد می‌دادند. شینکای براساس مفهومی از لغت سنتی ژاپنی که برای «عشق» به کار می‌رود، این داستان را به عنوان قصه‌ای دربارهٔ «اندوه تنهایی» نوشت و همچنین از کفش‌ها به عنوان استعاره‌ای از زندگی استفاده کرد. عناصر تشکیل دهندهٔ داستان فیلم را باران، اشعار مان‌یوشو، و باغ ژاپنی تشکیل می‌دهند. شینکای سعی دارد با بیان تفاوت سنی میان دو شخصیت اصلی فیلم و ویژگی‌های شخصیتشان، چگونگی از هم گسستگی و زندگی ناخوشایند افراد بالغ، زمانی که حتی احساس بلوغی را نسبت نوجوانان احساس نمی‌کنند، نشان دهد.
باغی از کلمات اولین اکرانش را در جشنواره فیلم گلد کوست در استرالیا، در ۲۸ آوریل ۲۰۱۳ تجربه کرد و در ۳۱ مه ۲۰۱۳، در ژاپن اکران عمومی شد. در اکران افتتاحیه این فیلم در ژاپن، انیمهٔ کوتاهی با عنوان دارکا نو مانازاشی (だれかのまなざし، به معنای نگاه خیرهٔ کسی) به همراه آن روی پرده نمایش رفت که کارگردان این انیمهٔ کوتاه نیز شینکای بود. باغی از کلمات برنامهٔ زمانیِ نمایش غیر عادی‌ای داشت. در همان روزی که در ژاپن به نمایش درآمد، به صورت دیجیتالی رو آی‌تیونز هم قرار گرفت. بعد از آن در حالی دی‌وی‌دی و دیسک بلوری‌های این انیمه در ۲۱ ژوئن منتشر شد که هنوز اکران آن در سینماها ادامه داشت. این انیمه در آمریکای شمالی، بریتانیا و استرالیا به ترتیب توسط سنتای فیلم ورکز، انیمه لیمیتد و مدمن انترتینمنت جواز پخش گرفت. این فیلم اجرای خوبی را برای مدت طولانی‌ای در سینماها داشت و در بسیاری از جشنواره‌های بین‌المللی و محلی به نمایش درآمد. رتبهٔ بالایی را در سال ۲۰۱۳ در فروشگاه آی‌تیونز کسب کرد و در فهرست بهترین‌های آی‌تیونز در سال ۲۰۱۳، بهترین انیمیشن سال نام گرفت. این فیلم در سال ۲۰۱۳ برندهٔ جایزه بخش سینمایی انیمیشن کوبه شد و جوایزی را در جشنواره بین‌المللی فیلم فنتیژا و جشنواره فیلم انیمه اشتوتگارت دریافت کرد. نظرات آنلاین مربوط به این فیلم عموماً مطلوب بودند و هنر به کار رفته در آن را ستایش می‌کردند، گر چه نظرات مختلفی نسبت به مدت داستان، موضوع و نقطهٔ اوج احساسات آن وجود داشت.

## شخصیت‌ها
تاکائو آکیزوکی (秋月 孝雄 آکیزوکی تاکائو)
تاکائو آکیزوکی جوانی ۱۵ ساله و سخت کوش است که در سال اول دبیرستان تحصیل می‌کند و امیدوار است که در آینده یک کفاش بشود. در صبح‌های بارانی، او به مدرسه نمی‌رود تا بتواند در پارک به طراحی کفش بپردازد. صدای این شخصیت در نسخهٔ ژاپنی میو ایرینو و در نسخهٔ انگلیسی پاتریک پول می‌باشد. در صحنه‌ای از فیلم که دوران کوکی او به نمایش در می‌آید، واتارو سکین در ژاپنی و بلیک شپرد در انگلیسی صداپیشگی را بر عهده داشتند. او حضور کوتاهی هم در انتهای انیمهٔ نام تو، ساختهٔ دیگر ماکوتو شینکای داشته‌است.
یوکاری یوکینو (雪野 百香里 (در مانگا "雪野 由香里") یوکینو یوکاری)
یوکاری یوکینو زنی ۲۷ ساله و مرموز می‌باشد که که تاکائو در صبح های بارانی او را ملاقات می‌کند. تاکائو بعدها متوجه می‌شود که یوکاری در دبیرستانی که تحصیل می‌کند، معلم بوده‌است. یوکاری نیز متوجه این موضوع می‌شود. او به خاطر مشکلاتی که با بعضی از دانش آموزان پیدا کرده از مدرسه بیرون رفته‌است. صدا پیشهٔ او در نسخهٔ ژاپنی کانا هانازاوا و در نسخهٔ انگلیسی مگی فلکونه می‌باشد. او نیز در انیمهٔ نام تو حضور داد.
مادر تاکائو
مادر ۴۷ سالهٔ تاکائو از همسرش (پدر تاکائو) طلاق گرفته و بیش از آنکه به زندگی خانواده‌اش توجه کند، تمرکز خود را به معشوقه‌اش اختصاص داده‌است. صدا پیشهٔ او در نسخهٔ ژاپنی فومی هیرانو و در انگلیسی شلی کالن-بلک است.
برادر تاکائو
برادر ۲۶ ساله تاکائو خانه را برای زندگی با دوست دخترش ترک می‌کند، او می‌پندارد که علاقهٔ تاکائو به ساختن کفش‌ها، علاقه‌ای دمدمی است و آنرا رد می‌کند. تاکشی مائدا و کراش بیوست، به ترتیب در نسخه‌های ژاپنی و انگلیسی به جای این شخصیت صحبت کردند.
دوست دختر برادر
دوست دختر برادر تاکائو، دختری ۲۴ ساله است که با تاکائو رابطهٔ صمیمی دارد و مجذوب هنر کفاشی او می‌باشد. یورا تاکاساکی در نسخهٔ ژاپنی و بریتنی کاربوسکی در نسخهٔ انگلیسی به جای او صحبت کردند.
ماتسوموتو (松本)
ماتسوموتو دوست و همکلاسی تاکائو و همچنین دوست پسر ساتو است. صداپیشگان این شخصیت در نسخه‌های ژاپنی و انگلیسی، به ترتیب سوگورو اینوئه و مایک یاگر هستند.
ساتو (佐藤)
ساتو دانش آموز سال دومی در دبیرستان تاکائو و یکی از دوستان وی می‌باشد. مگومی هان در نسخهٔ ژاپنی و آلیسون سامرال در نسخهٔ انگلیسی به جای او صحبت کردند.
آیزاوا (相沢)
همیشه توسط دوستانش احاطه شده‌است و یکی از دانش آموزان سال سومی دبیرستان تاکائو می‌باشد. او عامل مشکلاتیست که برای یوکاری در مدرسه پیش آمده‌است. میکاکو کوماتسو در نسخهٔ ژاپنی و هیلاری هاگ در نسخهٔ انگلیسی صداپیشهٔ این شخصیت هستند.